# Distributiv
Der Distributiv (auch Plurativ genannt) bezeichnet in der Sprachwissenschaft einen Numerus, der die Verteilung der besprochenen Gegenstände ausdrückt. Er stellt wie Kardinalzahlen, Ordinalzahlen und Kollektivzahlen eine Reihe der Numeralia (Zahlwörter) dar.
Die deutsche Sprache kennt diese Wortform nicht, nur Umschreibungen mithilfe von je(weils), z. B.:
je vier Asse oder Könige bilden ein Quartett.
Dazu gibt es auch die Wörter ‚einzeln‘ und ‚einzig‘, als Exklusiv. Die -el-Bildung gibt es sonst nur mehr bei dem Wort „Zwiesel“ zu zwei.
Im Lateinischen existiert eine Wortform für Distributivnumeralia: singulī, bīnī, ternī, quaternī, quīnī, sēnī … – diese wird mit dem adverbium numerale auch für die Multiplikation verwendet (die Deutsch mit den Multiplikativa auf -mal gebildet wird):
{\displaystyle 2\times 2=4} bis bina sunt quattuor ‚zweimal je zwei sind vier‘
Der Distributiv tritt insbesondere in den Turksprachen auf:
So z. B. im Uigurischen der Turfan-Texte: tört öd içinde yana ikirer öd adrılur („innerhalb der vier Jahreszeiten werden jeweils zwei (Neben-)Jahreszeiten unterschieden“); oder im modernen Türkei-Türkischen: İkişer yataklı iki oda istiyoruz („Wir möchten zwei Zimmer mit je zwei Betten“).
Außerdem existieren Distributivsuffixe im Klassischen Mongolisch (-ğad/-ged) und im Westtocharischen (Tocharisch B): -waiwenta.